# Giải Grammy cho video âm nhạc xuất sắc nhất
Giải Grammy cho Video ca nhạc Xuất sắc nhất là một hạng mục của giải Grammy, thành lập vào năm 1958 và có tên gọi ban đầu là giải Grammophone. Giải thưởng được trao cho các nghệ sĩ biểu diễn, đạo diễn và các nhà sản xuất của video ca nhạc ngắn đó. Giải thưởng này được trao hàng năm tại các buổi lễ của Viện Hàn Lâm Thu âm Nghệ thuật Hoa Kỳ, tôn vinh "thành tựu nghệ thuật, các cá nhân/tập thể xuất sắc trong lĩnh vực thu âm", mà không cần quan tâm đến doanh số bán album hay vị trí trên các bảng xếp hạng âm nhạc.
Với tên gốc là Giải Grammy cho Video hình thái ngắn xuất sắc nhất, giải lần đầu được trao từ năm 1984 cùng với hạng mục Giải Grammy cho Video ca nhạc hình thái dài xuất sắc nhất. Từ năm 1986 đến 1997, hạng mục này được đổi tên là Video ca nhạc hình thái ngắn xuất sắc nhất. Tuy nhiên vào năm 1988 và 1989, các tiêu chí của giải thưởng đã bị thay đổi và được giới thiệu dưới hai thể loại Best Concept Music Video và Trình diễn Video ca nhạc Xuất sắc nhất. Giải thưởng đã trở lại với cái tên gốc vào năm 1990. Hạng mục được lấy tên Video ca nhạc hình thái ngắn xuất sắc nhất đến năm 2014, trước khi rút ngắn trở thành Video ca nhạc xuất sắc nhất.

## Nội dung thắng giải

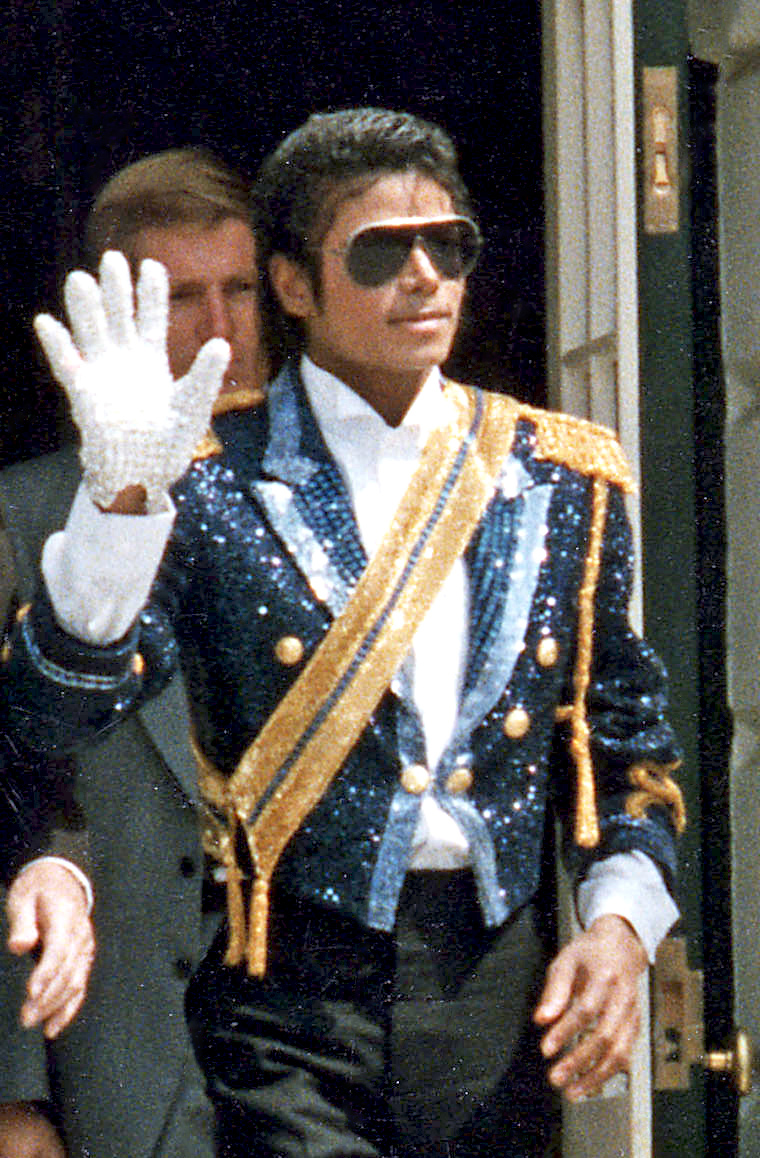
Người hai lần thắng giải Michael Jackson. Jackson cũng là thành viên của Liên hiệp nghệ sĩ ủng hộ châu Phi và được mọi người ủng hộ lớn với dự án "We Are the World"

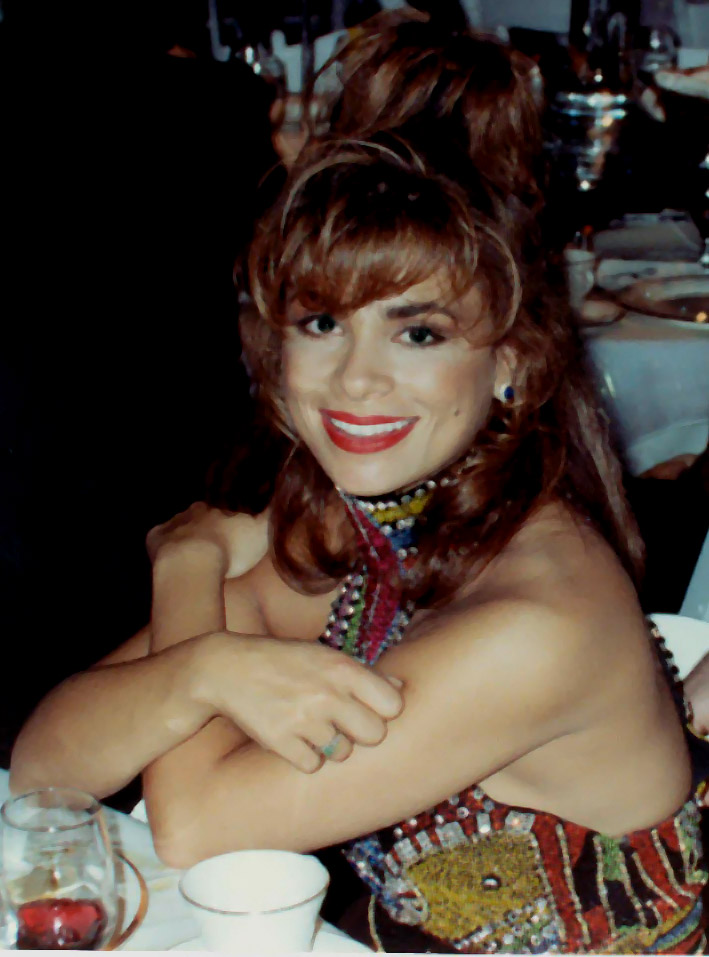
Người thắng giải năm 1991 với bài hát "Opposites Attract", Paula Abdul

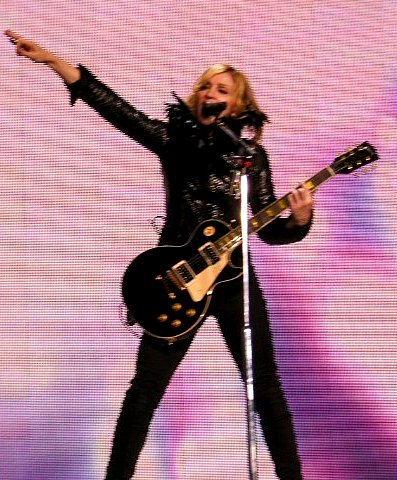
Người thắng giải năm 1999, Madonna đang biểu diễn ca khúc "Ray of Light" trong chuyến lưu diễn Confessions Tour

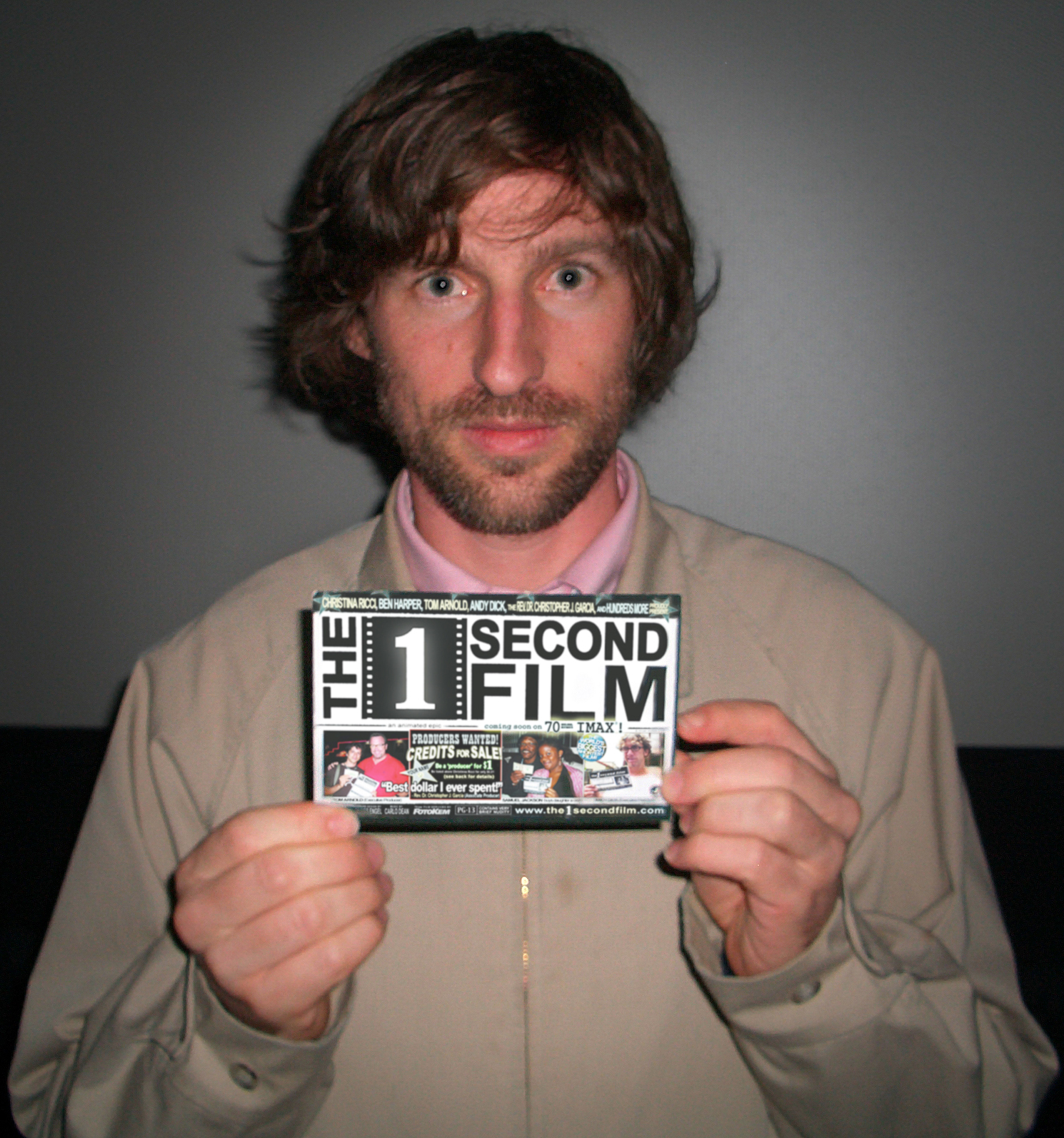
Người thắng giải 2002 cho đạo diễn MV bài hát "Weapon of Choice", Spike Jonze

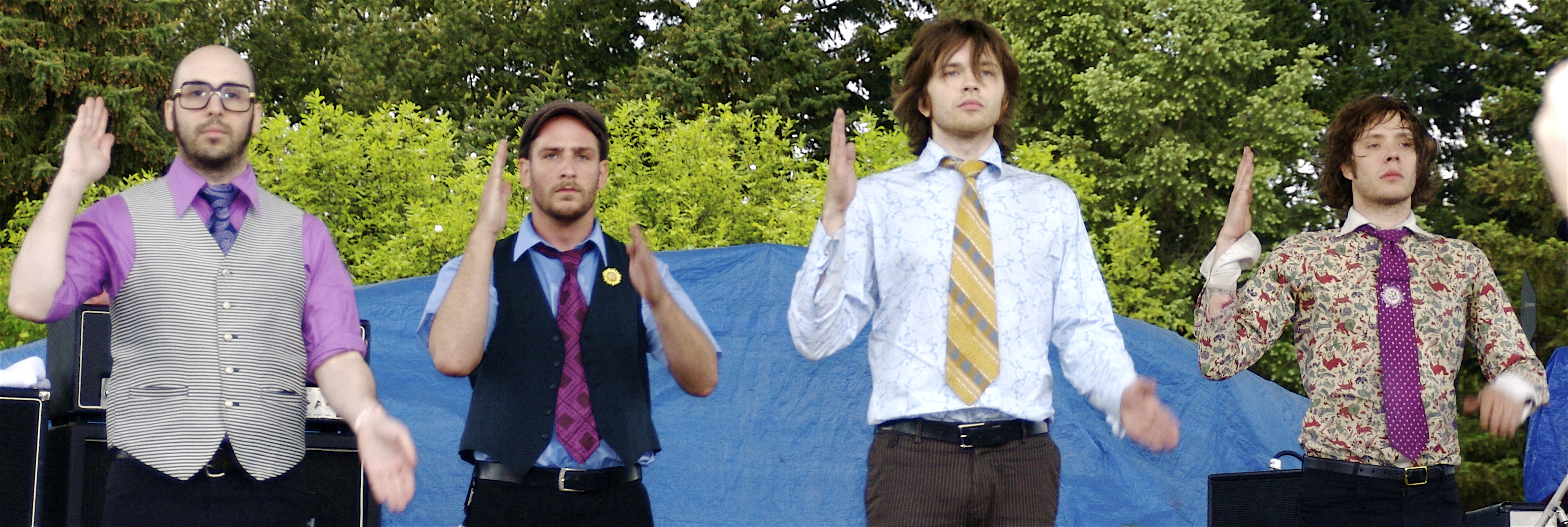
Các thành viên của ban nhạc OK Go, thắng giải năm 2007 với bài hát "Here It Goes Again" trình diễn năm 2006

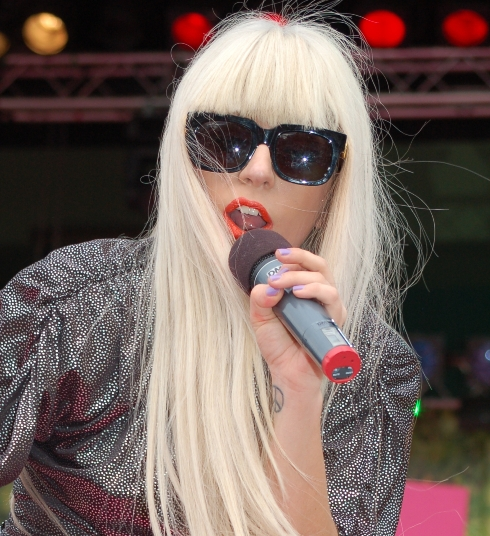
Người thắng giải 2011 với bài hát "Bad Romance", Lady Gaga

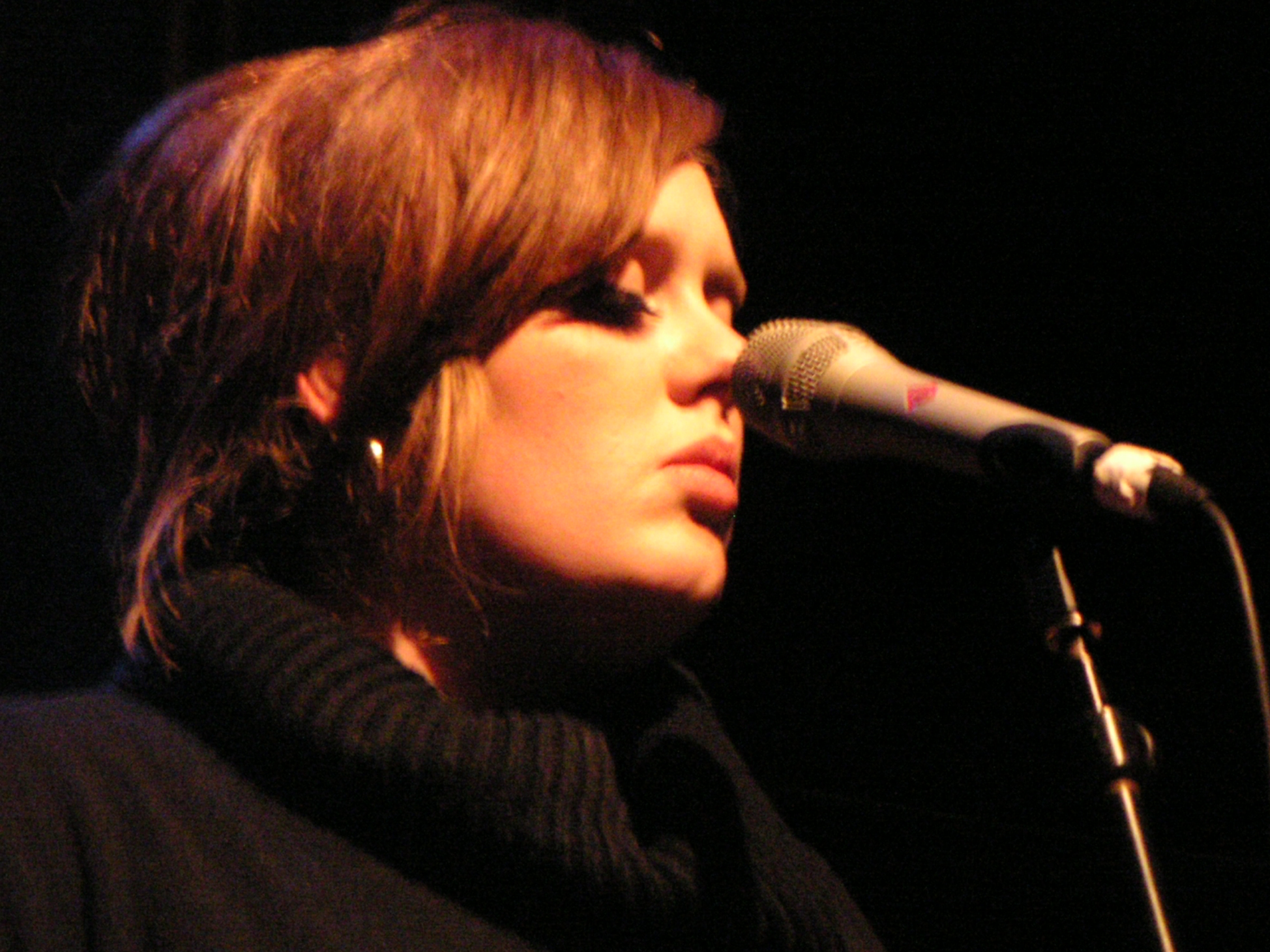
Người thắng giải năm 2012 với bài hát "Rolling in the Deep", Adele

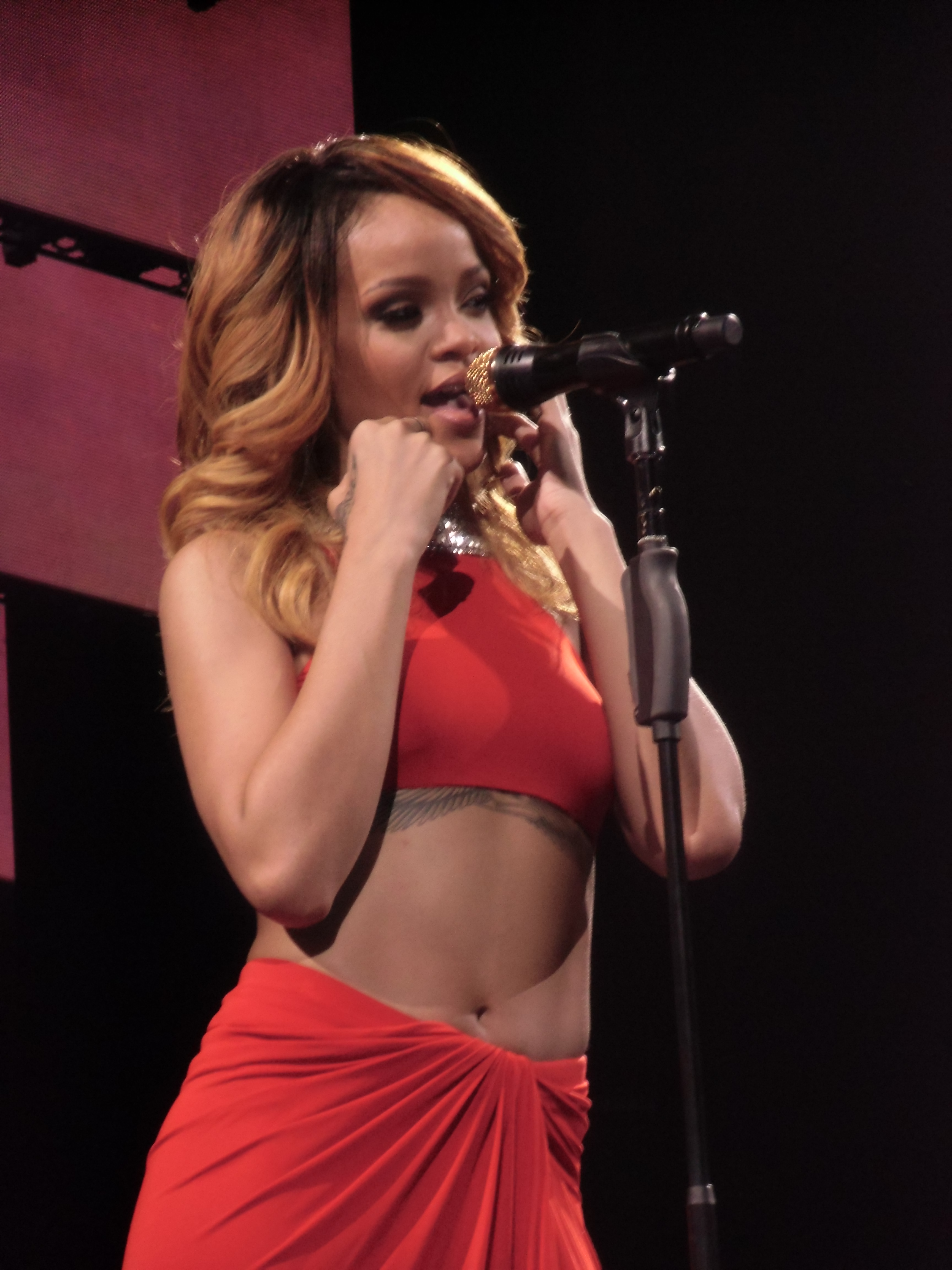
Người thắng giải năm 2013 với bài hát "We Found Love", Rihanna

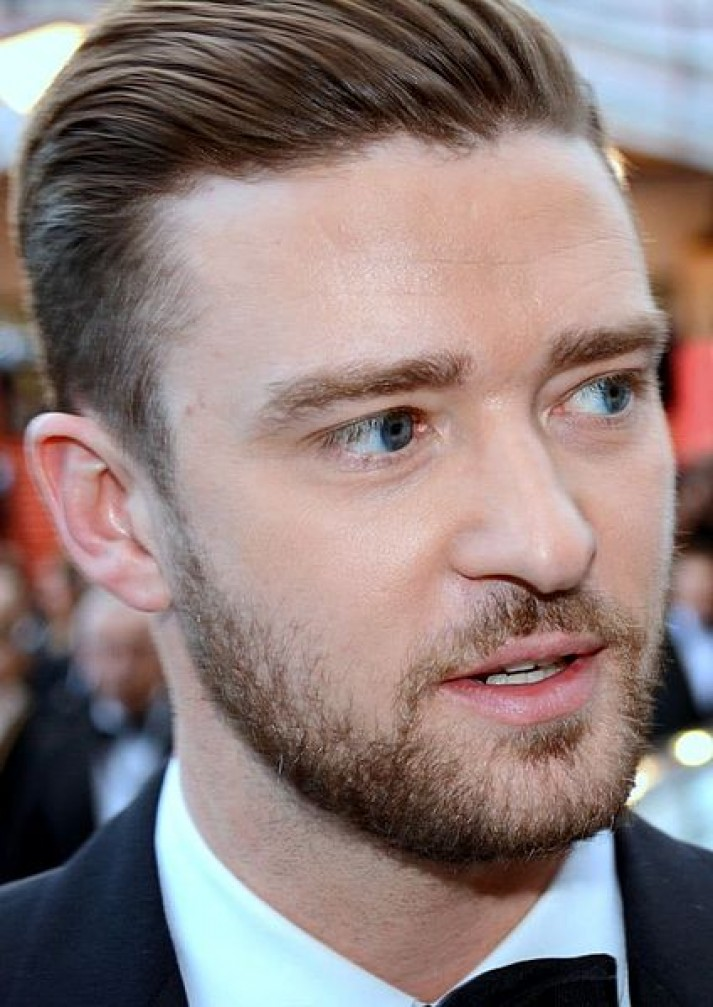
Người thắng giải năm 2014 với bài hát "Suit & Tie", Justin Timberlake

| Năm[I]    | Ca khúc thắng giải                   | Nghệ sĩ trình diễn               | Đạo diễn[II]                                                        | Các đề cử | Ghi chú |
| --------- | ------------------------------------ | -------------------------------- | ------------------------------------------------------------------- | --- | ------- |
| 1984      | "Girls on Film/Hungry Like the Wolf" | Duran Duran                      | Kevin Godley và Lol Creme/Russell Mulcahy                           | - Bill Wyman | [ 3 ]   |
| 1985      | "Jazzin' for Blue Jean"              | David Bowie                      | Julien Temple                                                       | - Rubber Rodeo – "Scenic Views" | [ 4 ]   |
| 1986      | "We Are the World – The Video Event" | USA for Africa                   | Tom Trbovich                                                        | - Band Aid – "Do They Know It's Christmas?" - Phil Collins – "No Jacket Required" - Hall & Oates – "The Daryl Hall and John Oates Video Collection" - Tina Turner – "Private Dancer" | [ 5 ]   |
| 1987      | "Brothers in Arms"                   | Dire Straits                     | —                                                                   | - Supertramp – "Brother Where You Bound" | [ 6 ]   |
| 1988[III] | —                                    | —                                | —                                                                   | — | [ 7 ]   |
| 1989[III] | —                                    | —                                | —                                                                   | — | [ 8 ]   |
| 1990      | "Leave Me Alone"                     | Michael Jackson                  | Jim Blashfield                                                      | - Hank Williams, Jr. và Hank Williams, Sr. – "There's a Tear in My Beer" | [ 9 ]   |
| 1991      | "Opposites Attract"                  | Paula Abdul                      | Michael Patterson Candice Reckinger                                 | - The Lightning Seeds – "All I Want" | [ 10 ]  |
| 1992      | "Losing My Religion"                 | R.E.M.                           | Tarsem                                                              | - Billy Joel – "When You Wish upon a Star" | [ 11 ]  |
| 1993      | "Digging in the Dirt"                | Peter Gabriel                    | John Downer                                                         | - Roger Waters – "What God Wants" | [ 12 ]  |
| 1994      | "Steam"                              | Peter Gabriel                    | Stephen R. Johnson                                                  | - Soul Asylum – "Runaway Train" | [ 13 ]  |
| 1995      | "Love Is Strong"                     | The Rolling Stones               | David Fincher                                                       | - "Weird Al" Yankovic – "Jurassic Park" | [ 14 ]  |
| 1996      | "Scream"                             | Janet Jackson Michael Jackson    | Mark Romanek                                                        | - Sinéad O'Connor – "Famine" | [ 15 ]  |
| 1997      | "Free as a Bird"                     | The Beatles                      | Joe Pytka                                                           | - The Smashing Pumpkins – "Tonight, Tonight" | [ 16 ]  |
| 1998      | "Got 'til It's Gone"                 | Janet Jackson                    | Mark Romanek                                                        | - Tool – "Stinkfist" | [ 17 ]  |
| 1999      | "Ray of Light"                       | Madonna                          | Jonas Åkerlund                                                      | - Pearl Jam – "Do the Evolution" | [ 18 ]  |
| 2000      | "Freak on a Leash"                   | Korn                             | Jonathan Dayton and Valerie Faris Todd McFarlane Graham Morris      | - TLC – "Unpretty" | [ 19 ]  |
| 2001      | "Learn to Fly"                       | Foo Fighters                     | Jesse Peretz                                                        | - Will Smith – "Will 2K" | [ 20 ]  |
| 2002      | "Weapon of Choice"                   | Fatboy Slim Bootsy Collins       | Spike Jonze                                                         | - OutKast – "Ms. Jackson" | [ 21 ]  |
| 2003      | "Without Me"                         | Eminem                           | Joseph Kahn                                                         | - Nas – "One Mic" | [ 22 ]  |
| 2004      | "Hurt"                               | Johnny Cash                      | Mark Romanek                                                        | - OutKast – "Hey Ya!" | [ 23 ]  |
| 2005      | "Vertigo"                            | U2                               | Alex and Martin                                                     | - Steriogram – "Walkie Talkie Man" | [ 24 ]  |
| 2006      | "Lose Control"                       | Missy Elliott Ciara Fatman Scoop | Missy Elliott Dave Meyers                                           | - Sarah McLachlan – "World on Fire" | [ 25 ]  |
| 2007      | "Here It Goes Again"                 | OK Go                            | Dan Konopka Damian Kulash, Jr. Timothy Nordwind Andy Ross Trish Sie | - Underoath – "Writing on the Walls" | [ 26 ]  |
| 2008      | "God's Gonna Cut You Down"           | Johnny Cash                      | Tony Kaye                                                           | - Mutemath – "Typical" | [ 27 ]  |
| 2009      | "Pork and Beans"                     | Weezer                           | Mathew Cullen                                                       | - Jack White và Alicia Keys – "Another Way to Die" | [ 28 ]  |
| 2010      | "Boom Boom Pow"                      | The Black Eyed Peas              | Mark Kudsi Mathew Cullen                                            | - Oren Lavie – "Her Morning Elegance" | [ 29 ]  |
| 2011      | "Bad Romance"                        | Lady Gaga                        | Francis Lawrence                                                    | - Johnny Cash – "Ain't No Grave / The Johnny Cash Project" - Eminem và Rihanna – "Love the Way You Lie" - Gorillaz, Mos Def và Bobby Womack – "Stylo" - Cee Lo Green – "Fuck You"    | [ 30 ]  |
| 2012      | "Rolling in the Deep"                | Adele                            | Sam Brown Hannah Chandler                                           | - Memory Tapes – "Yes I Know" - OK Go – "All Is Not Lost" - Radiohead – "Lotus Flower" - Skrillex – "First of the Year (Equinox)" - "Weird Al" Yankovic – "Perform This Way"         |         |
| 2013      | "We Found Love"                      | Rihanna Calvin Harris            | Melina Matsoukas                                                    | - Foster the People – "Houdini" - Jay-Z, Kanye West, Frank Ocean và The-Dream – "No Church in the Wild" - M.I.A. – "Bad Girls" - Woodkid – "Run Boy Run"                             | [ 31 ]  |
| 2014      | "Suit & Tie"                         | Justin Timberlake Jay-Z          | David Fincher                                                       | - Capital Cities – "Safe and Sound" - Jay-Z – "Picasso Baby: A Performance Art Film" - Macklemore, Ryan Lewis & Ray Dalton – "Can't Hold Us" - Jack White – "I'm Shakin'"            |         |
| 2015      | "Happy"                              | Pharrell Williams                | We Are from LA                                                      | - Woodkid & Max Richter – "The Golden Age" | [ 32 ]  |

^[I]  Mỗi năm thắng giải đều được liên kết với lễ trao giải năm đó.

^[II]  Tên các đạo diễn chỉ được xướng lên chỉ khi họ được trao giải.

^[III]  Đây là các giải thưởng ở các hạng mục cũ là Best Concept Music Video và Trình diễn Video ca nhạc xuất sắc nhất.